# Marco alemán
El marco alemán (en alemán: Deutsche Mark) fue la moneda oficial de Alemania Occidental (1948-1990) y de Alemania (1990-1999) hasta la adopción del euro en 1999. Un marco alemán se dividía en 100 pfennig.
Los alemanes lo solían llamar «D-Mark». En Berlín, antes de la construcción del muro y en los meses siguientes a la caída del mismo fue denominado «Westmark» (marco del oeste) para distinguirlo del marco de la República Democrática Alemana, llamado «Ostmark» (marco del este).
Se emitió por primera vez bajo la ocupación aliada en 1948 para sustituir al Reichsmark y sirvió como moneda oficial de la República Federal de Alemania desde su fundación el año siguiente hasta 1999, cuando el marco fue sustituido por el euro. La impresión de los billetes (papel moneda) se encargaba a dos entidades (actualmente parte de un konzern): la imprenta federal (Bundesdruckerei) y Giesecke+Devrient (G+D), ambas encargadas actualmente de la emisión de los billetes de euro en Alemania; mientras que la acuñación de monedas estaba al cargo de varias entidades a nivel de estado, cada una en representación de una o más de las regiones alemanas. Las monedas y billetes del marco se mantuvieron en circulación, definido en términos de euros, hasta la introducción de los billetes y monedas en euros a principios de 2002. 
El marco alemán dejó de ser moneda de curso legal inmediatamente después de la introducción del euro, en contraste con las otras naciones de la eurozona, donde el euro y las monedas nacionales llegaron a circular al mismo tiempo durante un tiempo de dos meses. Las monedas y los billetes alemanes siguieron siendo aceptados como formas válidas de pago en Alemania hasta el 28 de febrero de 2002. El Deutsche Bundesbank ha garantizado que todos los marcos alemanes pueden ser cambiados a euros de forma efectiva indefinidamente, y uno puede hacerlo en cualquier sucursal del Bundesbank en Alemania. Los billetes pueden ser, incluso, enviados al banco por correo.
El 31 de diciembre de 1998, el Banco Central Europeo (BCE) fijó el tipo de cambio irrevocable del marco alemán, a partir del 1 de enero de 1999, en 1,95 583 DM = 1 €.

## Historia

### Antecedentes
El marco ha sido la unidad monetaria desde la primera Unificación alemana en 1871. Antes de esta fecha, los diferentes Estados alemanes emitían una variedad de diferentes monedas, muchas de las cuales estaban ligadas al Vereinsthaler, una moneda de plata que contenía 16⅔ gramos de plata pura. Aunque el marco se basaba en el oro más que en la plata, se creó una tasa de cambio entre el Vereinsthaler y el marco a razón de 3 marcos por Vereinsthaler.
El primer marco, conocido como marco de oro, se introdujo en 1873. Con el estallido de la Primera Guerra Mundial el marco abandonó su base de oro. La moneda empezó a conocerse como Papiermark. El Papiermark fue sustituido por el Rentenmark a finales de 1923 y por el Reichsmark en 1924.

### Reforma monetaria de junio de 1948
Las autoridades de ocupación aliadas introdujeron el marco alemán el 21 de junio de 1948. Los antiguos Rentenmark y Reichsmark fueron cambiados en una nueva divisa a razón de 1 RM = 1 DM como una divisa esencial para el pago de salarios, rentas, etc., y una tasa de 1 DM = 10 RM para el resto de créditos no depositados en bancos públicos. Se cambiaron grandes cantidades de billetes de 10 RM a 65 pfennig. Además, cada persona recibía un subsidio de 60 DM en dos partes.
Con la introducción de la nueva divisa se intentó proteger a la Alemania occidental de una segunda hiperinflación y para detener el creciente mercado negro de cambio, en el que incluso los cigarros estadounidenses eran utilizados como moneda de cambio. Aunque la nueva moneda solo se distribuyó entre las tres zonas ocupadas por los aliados fuera de Berlín, el cambio no contentó a las autoridades soviéticas, que lo vieron como una amenaza. Rápidamente los soviéticos cortaron todas las comunicaciones por carretera, tren y canales entre las zonas occidentales y el Berlín occidental, comenzando el Bloqueo de Berlín. Como respuesta, Estados Unidos también distribuyó la nueva moneda en el Berlín occidental.

### Reforma monetaria en la zona ocupada por la URSS
En la zona ocupada por los soviéticos, que más tarde conformaría la República Democrática Alemana, se introdujo unos días después el marco de la RDA al utilizar sellos especiales en los antiguos Rentenmark y Reichsmark para evitar así la entrada de billetes desde el oeste. En julio de 1948 se imprimió una nueva serie de marcos de la Alemania del Este.

### Bank deutscher Länder y Deutsche Bundesbank
A finales de 1948, el Banco de los estados alemanes asumió la responsabilidad de emitir moneda, seguida en 1957 por el Deutsche Bundesbank. El marco alemán ganó mucha reputación como una divisa de reserva al mismo tiempo que otras divisas extranjeras sucumbían a los periodos de inflación. Llegó a ser una fuente de orgullo nacional y base de la prosperidad económica del país, particularmente durante los años del milagro económico alemán en la década de los 50. En los 90, encuestas públicas revelaron una clara mayoría de personas que se oponían a la adopción del euro, e incluso hoy en día, muestran un número significante de personas que preferirían volver al marco.

### Unión monetaria con el Sarre
La población del protectorado del Sarre decidió en un referéndum unirse a la República Federal de Alemania. Así pues, la incorporación del Sarre a la RFA fue estipulada por los alemanes y Francia para el 1 de enero de 1957. El nuevo estado incorporado a Alemania mantuvo su moneda, el franco del Sarre, que estuvo en una unión monetaria ligado al franco francés. El 9 de julio de 1959, el marco alemán sustituyó al franco con una tasa de cambio de 100 francos = 0,8507 DM.

### El papel del marco en la Reunificación alemana
El marco alemán jugó un papel importante en la reunificación del país. Se introdujo como moneda oficial en la Alemania oriental en julio de 1990, sustituyendo al marco de la RDA a modo de preparación para una completa unificación el 3 de octubre de 1990. Los marcos de la RDA se cambiaron con una tasa de 1 a 1 para los primeros 4,000 marcos, y 2 RDA a 1 DM para cantidades superiores. Antes de la reunificación, a cada ciudadano de la Alemania del Este se le daba un Begrüßungsgeld, un subsidio de 100 DM en metálico por hacer su traslado a la RFA.

### Estabilidad del marco alemán
El marco alemán tuvo una reputación como una de las monedas más estables del mundo, debido a la política monetaria en la que se basaba el Bundesbank. La política era dura en comparación con las de otros bancos centrales europeos, que se desarrollaba según los caminos que seguía la inflación y la intervención del gobierno central. Esta política es la fundadora de la actual política del Banco Central Europeo con relación al euro. Esta estabilidad era aparente en 1993, cuando una especulación del franco francés y otras divisas europeas causaron un cambio en el mecanismo de tipos de cambio europeo

## Monedas
Las primeras monedas fueron acuñadas por el Bank deutscher Länder entre 1948 y 1949. Desde 1950, la leyenda cambia al nombre oficial del país: Bundesrepublik Deutschland.
Antes de la adopción del euro, las monedas en circulación eran las de las denominaciones siguientes:
| Denominación | Periodo de circulación | Metal                                                      | Diámetro (mm) | Peso (g) | Anverso                              | Reverso                                                   | Imagen |
| ------------ | ---------------------- | ---------------------------------------------------------- | ------------- | -------- | ------------------------------------ | --------------------------------------------------------- | ------ |
| 1 Pfennig    | 1948-1949              | Cobre depositado en acero                                  | 16,50         | 2,00     | Rama de roble (Quercus robur)        | Valor facial entre espigas de trigo                       |        |
| 1 Pfennig    | 1950-2001              | Cobre depositado en acero                                  | 16,50         | 2,00     | Rama de roble (Quercus robur)        | Valor facial entre espigas de trigo                       |        |
| 1 Pfennig    |                        | Cobre depositado en acero                                  | 16,50         | 2,00     | Rama de roble (Quercus robur)        | Valor facial entre espigas de trigo                       |        |
| 2 Pfennig    | 1950-2001              | Bronce (hasta 1968), Cobre depositado en acero             | 19,25         | 3,25     | Rama de roble (Quercus robur)        | Valor facial entre espigas de trigo                       |        |
| 5 Pfennig    | 1948-1949              | Latón depositado en acero                                  | 18,50         | 3,00     | Rama de roble (Quercus robur)        | Valor facial entre espigas de trigo                       |        |
| 5 Pfennig    | 1950-2001              | Latón depositado en acero                                  | 18,50         | 3,00     | Rama de roble (Quercus robur)        | Valor facial entre espigas de trigo                       |        |
| 5 Pfennig    |                        | Latón depositado en acero                                  | 18,50         | 3,00     | Rama de roble (Quercus robur)        | Valor facial entre espigas de trigo                       |        |
| 10 Pfennig   | 1948-1949              | Latón depositado en acero                                  | 21,50         | 4,00     | Rama de roble (Quercus robur)        | Valor facial entre espigas de trigo                       |        |
| 10 Pfennig   | 1950-2001              | Latón depositado en acero                                  | 21,50         | 4,00     | Rama de roble (Quercus robur)        | Valor facial entre espigas de trigo                       |        |
| 10 Pfennig   |                        | Latón depositado en acero                                  | 21,50         | 4,00     | Rama de roble (Quercus robur)        | Valor facial entre espigas de trigo                       |        |
| 50 Pfennig   | 1948-1949              | Cuproníquel                                                | 20,00         | 3,50     | Mujer sembrando roble                | Valor facial                                              |        |
| 50 Pfennig   | 1950-2001              | Cuproníquel                                                | 20,00         | 3,50     | Mujer sembrando roble                | Valor facial                                              |        |
| 50 Pfennig   |                        | Cuproníquel                                                | 20,00         | 3,50     | Mujer sembrando roble                | Valor facial                                              |        |
| 1 Marco      | 1950-2001              | Cuproníquel                                                | 23,50         | 5,50     | Escudo de armas alemán (Bundesadler) | Valor facial entre dos hojas de roble                     |        |
| 2 Marcos     | 1951                   | Cuproníquel (hasta 1969), Cuproníquel depositado en níquel | 25,50         | 7,00     | Escudo de armas alemán (Bundesadler) | Valor facial entre dos espigas de trigo y racimos de uvas |        |
| 2 Marcos     | 1957-1971              | Cuproníquel (hasta 1969), Cuproníquel depositado en níquel | 27,00         | 7,00     | Retrato de Max Planck                | Valor facial y escudo de armas alemán (Bundesadler)       |        |
| 2 Marcos     | 1957-1971              | Cuproníquel (hasta 1969), Cuproníquel depositado en níquel | 27,00         | 7,00     | Retrato de Konrad Adenauer           | Valor facial y escudo de armas alemán (Bundesadler)       |        |
| 2 Marcos     | 1957-1971              | Cuproníquel (hasta 1969), Cuproníquel depositado en níquel | 27,00         | 7,00     | Retrato de Theodor Heuss             | Valor facial y escudo de armas alemán (Bundesadler)       |        |
| 2 Marcos     | 1957-1971              | Cuproníquel (hasta 1969), Cuproníquel depositado en níquel | 27,00         | 7,00     | Retrato de Kurt Schumacher           | Valor facial y escudo de armas alemán (Bundesadler)       |        |
| 2 Marcos     | 1969-2001              | Cuproníquel (hasta 1969), Cuproníquel depositado en níquel | 27,00         | 7,00     | Retrato de Ludwig Erhard             | Valor facial y escudo de armas alemán (Bundesadler)       |        |
| 2 Marcos     | 1969-2001              | Cuproníquel (hasta 1969), Cuproníquel depositado en níquel | 27,00         | 7,00     | Retrato de Franz Josef Strauss       | Valor facial y escudo de armas alemán (Bundesadler)       |        |
| 2 Marcos     | 1969-2001              | Cuproníquel (hasta 1969), Cuproníquel depositado en níquel | 27,00         | 7,00     | Retrato de Willy Brandt              | Valor facial y escudo de armas alemán (Bundesadler)       |        |
| 5 Marcos     | 1951-1975              | Plata (hasta 1975), Cuproníquel depositado en níquel       | 29,00         | 11,20    | Escudo de armas alemán (Bundesadler) | Valor facial                                              |        |
| 5 Marcos     | 1975-2001              | Plata (hasta 1975), Cuproníquel depositado en níquel       | 29,00         | 10,00    | Escudo de armas alemán (Bundesadler) | Valor facial                                              |        |

### Las cecas
Cada moneda alemana realza un lugar, existiendo 5 acuñaciones distintas por año que tan sólo se diferencian en una letra que aparece cerca de la fecha o debajo de ella. Las letras indican el lugar de acuñación:
- A: Berlín
- D: Múnich
- F: Stuttgart
- G: Karlsruhe
- J: Hamburgo

Cabe destacar que las casas de acuñación que llevaban las letras "B", "C", "E" y "H", han sido cerradas. Correspondiendo las letras a las siguientes ciudades:
- B: Viena
- C: Fráncfort del Meno
- E: Muldenhütten
- H: Darmstadt

## Billetes
En 1955, por primera vez desde la Segunda Guerra Mundial, la Bundesdruckerei volvió a imprimir papel moneda, al principio con los billetes de 5 marcos alemanes (hasta ese momento, la moneda de la República Federal se fabricaba en el Reino Unido, Estados Unidos y Francia). A partir de 1959, empezó a emitir los nuevos billetes de 50 marcos, y poco después los de 10 marcos. Los demás billetes fueron encargados al Instituto Tipográfico Giesecke & Devrient de Múnich (la G+D).

### Primera serie
La primera serie de billetes fue emitida en 1948 bajo la soberanía de los aliados occidentales. La forma de los billetes era muy parecida a la de los dólares estadounidenses.
| Valor  | Imagen         | Dimensiones    |
| ------ | -------------- | -------------- |
| ½ DM   |                | 112 mm × 67 mm |
| 1 DM   |                | 112 mm × 67 mm |
| 2 DM   |                | 112 mm × 67 mm |
| 5 DM   |                | 112 mm × 67 mm |
| 10 DM  |                | 141 mm × 67 mm |
| 20 DM  |                | 146 mm × 67 mm |
| 20 DM  | 156 mm × 67 mm |                |
| 50 DM  |                | 151 mm × 67 mm |
| 50 DM  | 156 mm × 67 mm |                |
| 100 DM |                | 156 mm × 67 mm |

### Segunda serie
La segunda serie, impresa durante 1949, también siguió siendo publicada por el Bank deutscher Länder. Los billetes con las denominaciones de 10 y 20 marcos alemanes son prácticamente idénticos a los de la primera serie.
| Valor  | Imagen | Dimensiones    |
| ------ | ------ | -------------- |
| 5 Pf   |        | 112 mm × 67 mm |
| 10 Pf  |        | 112 mm × 67 mm |
| 5 DM   |        | 112 mm × 67 mm |
| 10 DM  |        | 112 mm × 67 mm |
| 20 DM  |        | 141 mm × 67 mm |
| 50 DM  |        | 146 mm × 67 mm |
| 100 DM |        | 156 mm × 67 mm |

### Tercera serie
Fue emitida por el Banco Federal Alemán entre 1960 y 1965 y retirada a principios de los años 90. Debido al largo periodo de tiempo que estos billetes estuvieron en circulación y a su diseño conservativo y solemne, se consolidó nuevamente entre el pueblo alemán el valor del marco alemán. A continuación se muestran las distintas denominaciones:
| Denominación | Descripción | Color predominante | Dimensiones | Imagen del anverso | Imagen del reverso |
| ------------ | --- | ------------------ | ----------- | ------------------ | ------------------ |
| 5 Marcos     | Anverso: Retrato de una joven veneciana, basado en un cuadro de Alberto Durero (1505) Reverso: Hojas de roble | Verde              | 60 × 120 mm |                    |                    |
| 10 Marcos    | Anverso: Retrato de un hombre joven, según la opinión antigua, basado en un cuadro de Alberto Durero o Anton Neupauer, o según investigaciones posteriores, en un temprano cuadro de Lucas Cranach el Viejo (c. 1500) Reverso: Buque escuela Gorch Fock (1958) del tipo bricbarca | Violeta            | 65 × 130 mm |                    |                    |
| 20 Marcos    | Anverso: La patricia y comerciante nuremburguesa Elsbeth Tucher, basado en un cuadro de Alberto Durero (1499) Reverso: Un violín y un clarinete | Verde              | 70 × 140 mm |                    |                    |
| 50 Marcos    | Anverso: Retrato de hombre, basado en el cuadro Imagen de Hans Urmiller con su hijo, de Barthel Beham (c. 1525) Reverso: Puerta de Holsten en Lubeca | Marrón             | 75 × 150 mm |                    |                    |
| 100 Marcos   | Anverso: El cosmógrafo Sebastian Münster, basado en un cuadro de Christoph Amberger (c. 1550) Reverso: Águila con las alas extendidas (Águila Federal) | Azul               | 80 × 160 mm |                    |                    |
| 500 Marcos   | Anverso: Retrato de hombre, basado en el cuadro Imagen de un hombre sin barba de Hans Maler zu Schwaz (1521) Reverso: El castillo de Eltz en Renania-Palatinado | Rojo               | 85 × 170 mm |                    |                    |
| 1000 Marcos  | Anverso: El matemático y astrónomo Johannes Schöner, basado en un cuadro de Lucas Cranach el Viejo (1529) Reverso: Catedral de Limburgo del Lahn | Marrón             | 90 × 180 mm |                    |                    |

### Cuarta serie
La tercera y última serie fue emitida a partir de 1989 con el fin de evitar las continuas falsificaciones de los billetes en curso. Gracias a los adelantos tecnológicos se implementaron los nuevos billetes con una serie de nuevas medidas de seguridad. La cara anterior de todas las denominaciones representa un personaje histórico importante en la vida del país, y la cara posterior muestra motivos relacionados con la vida y obra del personaje en cuestión. 
Antes de la entrada del euro, las denominaciones que circulaban eran las siguientes:
| Denominación | Efigie                      | Color predominante | Dimensiones | Imagen del anverso | Imagen del reverso |
| ------------ | --------------------------- | ------------------ | ----------- | ------------------ | ------------------ |
| 5 Marcos     | Bettina von Arnim           | Verde              | 62 × 122 mm |                    |                    |
| 10 Marcos    | Carl Friedrich Gauss        | Violeta            | 65 × 130 mm |                    |                    |
| 20 Marcos    | Annette von Droste-Hülshoff | Turquesa           | 68 × 138 mm |                    |                    |
| 50 Marcos    | Johann Balthasar Neumann    | Amarillo           | 71 × 146 mm |                    |                    |
| 100 Marcos   | Clara Schumann              | Azul               | 74 × 154 mm |                    |                    |
| 200 Marcos   | Paul Ehrlich                | Rojo               | 77 × 162 mm |                    |                    |
| 500 Marcos   | Maria Sibylla Merian        | Rosa               | 80 × 170 mm |                    |                    |
| 1000 Marcos  | Hermanos Grimm              | Marrón             | 83 × 178 mm |                    |                    |